# Рибейро Сантос, Айртон
Айртон Рибейро Сантос (также известный как Айртон) (порт. Airton Ribeiro Santos; род. 21 февраля 1990[…], Рио-де-Жанейро) — бразильский футболист, опорный полузащитник клуба «Норт Эспорте».

## Клубная карьера

### Ранняя карьера
Айртон начал свою карьеру в «Нова-Игуасу» в возрасте 13 лет В конце 2007 года, молодёжный тренер «Фламенго», Адилио запросил его аренды. Айртон также провел четыре месяца в аренде в Меските в 2007 году, играя в молодёжной команде.

### «Фламенго»
Айртон прибыл во «Фламенго», на основании аренды, 7 января 2008 года, чтобы играть за молодёжную команду клуба. Его права принадлежали, в то время, клубу «Нова-Игуасу», который имел его в соответствии с контрактом до 2010 года. Он должен был играть за «Фламенго» до конца 2008 года, но в 2008 году, Фламенго официально приобретая часть его прав.
Свой первый матч за основной состав он провёл 6 апреля 2008 года в матче против «Васко да Гама» (1—1)..

### «Бенфика»
В декабре 2009 года, после долгих размышлений, португальская «Бенфика» подписала пятилетний контракт с Айртоном. «Фламенго» получил сумму около 1,1 млн € на 15 % от своих прав. В Португалии, он выступал главным образом как заменой для стартового игрока Хави Гарсии. После борьбы, чтобы выступить на том же уровне в сезоне 2010/11, Айртон был отдан в аренду «Фламенго».

### Возвращение в Бразилию
Айртон вернулся в «Фламенго» из «Бенфики» почти после полтора года его окончания первоначального контракта с бразильским клубом. Аренда была согласована 10 июня 2011 года. В мае 2012 года, он был продлен до июня 2013 года, но в конце концов была прервана, когда он перешёл в другую команду. В феврале 2013 года, «Интернасьонал», подписал Айртона в аренду до декабря 2013 года, на сумму € 300,000.
В январе 2014 года Айртон перешёл на правах аренды «Ботафого» сроком до июня 2014 года, позже был продлён до 30 июня 2015 года, что означало, что Айртон не вернется в «Бенфику».
10 сентября 2015 года, после того, как его контракт с «Бенфикой» закончилась, подписал контракт на один сезон с «Ботафого».

### Статистика
| Клуб               | Сезон      | Лига  | Лига | Кубок | Кубок | Региональная лига | Региональная лига | Континентальная | Континентальная | Другое | Другое | Итог  | Итог |
| Клуб               | Сезон      | Матчи | Голы | Матчи | Голы  | Матчи             | Голы              | Матчи           | Голы            | Матчи  | Голы   | Матчи | Голы |
| ------------------ | ---------- | ----- | ---- | ----- | ----- | ----------------- | ----------------- | --------------- | --------------- | ------ | ------ | ----- | ---- |
| Фламенго           | 2008       | 16    | 0    | —     | —     | 1                 | 0                 | 0               | 0               | —      | —      | 17    | 0    |
| Фламенго           | 2009       | 30    | 0    | 6     | 0     | 14                | 0                 | 2               | 0               | —      | —      | 52    | 0    |
| Фламенго           | Итог       | 46    | 0    | 6     | 0     | 15                | 0                 | 2               | 0               | —      | —      | 69    | 0    |
| Бенфика (Лиссабон) | 2009/10    | 4     | 0    | —     | —     | —                 | —                 | 1               | 0               | 1      | 0      | 6     | 0    |
| Бенфика (Лиссабон) | 2010/11    | 15    | 0    | 4     | 0     | —                 | —                 | 4               | 0               | 4      | 0      | 27    | 0    |
| Бенфика (Лиссабон) | Итог       | 19    | 0    | 4     | 0     | —                 | —                 | 5               | 0               | 5      | 0      | 33    | 0    |
| Фламенго           | 2011       | 18    | 0    | —     | —     | —                 | —                 | 2               | 0               | —      | —      | 20    | 0    |
| Фламенго           | 2012       | 13    | 1    | —     | —     | 3                 | 0                 | 2               | 0               | —      | —      | 18    | 1    |
| Фламенго           | Итог       | 31    | 1    | —     | —     | 3                 | 0                 | 4               | 0               | —      | —      | 38    | 1    |
| Интернасьонал      | 2013       | 13    | 0    | 5     | 0     | 9                 | 1                 | —               | —               | —      | —      | 27    | 1    |
| Интернасьонал      | Итог       | 13    | 0    | 5     | 0     | 9                 | 1                 | —               | —               | —      | —      | 27    | 1    |
| Ботафого           | 2014       | 24    | 0    | —     | —     | 8                 | 0                 | 1               | 0               | —      | —      | 33    | 0    |
| Ботафого           | Итог       | 24    | 0    | 0     | 0     | 8                 | 0                 | 1               | 0               | —      | —      | 33    | 0    |
| Общий итог         | Общий итог | 133   | 1    | 15    | 0     | 35                | 1                 | 12              | 0               | 5      | 0      | 200   | 2    |

## Достижения

### Фламенго
- Чемпион Лиги Кариоки: 2008, 2009
- Чемпион Бразилии: 2009

### Бенфика
- Чемпион Португалии: 2009/10
- Обладатель Кубок португальской лиги: 2009/10, 2010/11
- Финалист Суперкубка Португалии: 2010

### Интернасьонал
- Чемпион Лиги Гаушу: 2013